# فول بلانش
فول بلانش Folle blanche یک مدل از انگوری که در جنوب شرقی فرانسه در دره ای به اسم رون به عمل می‌آید. این انگور با ترکیب حداقل ۹ مدل انگور دیگر مثل رونی بلان و … باعث به وجود آمدن نوشیدنی کنیاک می‌شود.